# Irmgard Ehle
Irmgard Ehle (* 30. November 1922; † 28. April 2007) war eine deutsche Badmintonspielerin. 

## Karriere
Irmgard Ehle erkämpfte sich 1954 bei den deutschen Einzelmeisterschaften Bronze im Damendoppel mit Erna Wüsthoff. 1955 wurde sie Meisterin im Doppel mit Wüsthoff, während es 1956 und 1967 nur zu Silber reichte. Silber gewann sie auch im Dameneinzel 1955 und Bronze im Mixed 1957.

## Sportliche Erfolge
| Saison    | Veranstaltung                | Disziplin   | Platz | Name                                                          |
| --------- | ---------------------------- | ----------- | ----- | ------------------------------------------------------------- |
| 1953/1954 | Deutsche Einzelmeisterschaft | Damendoppel | 3     | Erna Wüsthoff / Irmgard Ehle (OBC 88 Ohligs)                  |
| 1954/1955 | Deutsche Einzelmeisterschaft | Dameneinzel | 2     | Irmgard Ehle (OBC 88 Ohligs)                                  |
| 1954/1955 | Deutsche Einzelmeisterschaft | Damendoppel | 1     | Erna Wüsthoff / Irmgard Ehle (OBC 88 Ohligs)                  |
| 1955/1956 | Deutsche Einzelmeisterschaft | Damendoppel | 2     | Irmgard Ehle / Erna Wüsthoff (OBC 88 Ohligs)                  |
| 1956/1957 | Deutsche Einzelmeisterschaft | Damendoppel | 2     | Irmgard Ehle / Erna Wüsthoff (OBC 88 Ohligs)                  |
| 1956/1957 | Deutsche Einzelmeisterschaft | Mixed       | 3     | Klaus Dültgen / Irmgard Ehle (Merscheider TV / OBC 88 Ohligs) |